# ルイス・フアン・デ・ミラ
ルイス・フアン・デ・ミラ・イ・ボルハ（Luis Juan de Milá y Borja, 1432/33年前後 シャティバ - 1510年12月10日 ベルギダ）は、ローマ・カトリック教会の枢機卿。アラゴン王国出身、ボルジア家の一員。
ボルジア家最初の教皇カリストゥス3世の姉妹カタリーナ・デ・ボルハ・イ・マルティと、その夫の第4代マサラベス男爵フアン・デ・ミラの間の子。同家2人目の教皇アレクサンデル6世とは従兄弟同士。兄弟の娘にはアドリアーナ・デ・ミラがいる。ボローニャ大学で教会法を学び、1447年8月8日バレンシアの司教座聖堂首席司祭及びシャティバ聖堂参事会員となる。この頃、アンジェリーナ・ラメス（Angelina Rames）と関係を持ち、非嫡出子ハイメ・デ・ミラ・イ・ボルハをもうけた。
1453年1月29日セゴルベ司教、1455年6月13日ボローニャ市総督に就任。1456年2月20日匿名の枢機卿（カルディナル・イン・ペクトレ）に叙階され、同年9月17日叔父の教皇カリストゥス3世により叙階の事実が公表され、同時にサンティ・クアトロ・コロナーティ教会を名義聖堂とする司祭枢機卿に叙階された。その1か月後には教皇特使としてローマを離れボローニャへ赴き、1458年カリストゥス3世が亡くなり新教皇ピウス2世が着任した後も、その任に留められた。1459年10月7日付で担当する司教区がセゴルベからリェイダに変更となる。1468年故国スペインに戻り、リェイダ司教としての職務に専念。また、リェイダのサン・ビセンテ修道院及びフランス・ディジョンのサン＝ベニーニュ・ド・ディジョン修道院の聖職禄受給のみの修道院長（コメンダトリー・アボット）となった。
コンクラーヴェには1458年に参加したが、1484年には参加せず、1492年従兄弟のアレクサンデル6世選出時にも不参加だった。
非嫡出子ハイメ・デ・ミラ・イ・ボルハは初代ビヤエルモサ公爵の庶出の娘と結婚し、初代アルバイダ伯爵に叙せられた。彼ら夫婦の娘はアレクサンデル6世の末息子ホフレ・ボルジアの後妻となった。